# Potty Umbrella
Potty Umbrella – polski zespół jazzowy.
Zespół powstał w 2003 roku i tworzyli go muzycy ówcześnie grający w zespołach Something Like Elvis i Tissura Ani. Traktowany początkowo jako projekt poboczny, z czasem stał się głównym polem aktywności artystycznej. Pierwsza nazwa to Electric Blues Mutants. Przez pierwsze dwa lata kształtował się charakter tworzonej muzyki jak i skład zespołu. W 2006 zespół wydał debiutancką płytę All you know is wrong, zaś w 2007 album Forte Furioso prezentując swoje bardziej alternatywne, instrumentalne oblicze.
Obecnie w skład zespołu wchodzą :
- Sławek Szudrowicz – wokal, gitara, instrumenty perkusyjne
- Artur Maćkowiak – szeroko pojęte instrumenty elektroniczne, syntezatory
- Maciej Szymborski – pianino, poly61
- Piotr Komosiński – bas
- Piotr Waliszewski – instrumenty perkusyjne